# 조선로동당 중앙군사위원회 위원장
조선로동당 중앙군사위원회 위원장은 조선로동당의 군 통솔기구인 당 중앙군사위원회의 기관장이다. 조선로동당 중앙군사위원회 위원장은 대체적으로 최고지도자가 그 직책을 맡는데 조선로동당 총비서가 당 중앙군사위원회 위원장을 겸직하여 조선로동당이 조선인민군을 통솔하는 구조라는 것을 대외적으로 공식화하는 것이다. 조선로동당 중앙군사위원회 위원장은 현재 김정은이다.